# 瓦杜莫齊洛爾鄉
46°24′N 22°58′E / 46.400°N 22.967°E
瓦杜莫齊洛爾鄉（羅馬尼亞語：Comuna Vadu Moților, Alba），是羅馬尼亞的鄉份，位於該國中部，由阿爾巴縣負責管轄，面積32平方公里，海拔高度731米，2011年人口1,348，人口密度每平方公里50人。